# Jesús Olmo
 (octobre 2014).
Si vous disposez d'ouvrages ou d'articles de référence ou si vous connaissez des sites web de qualité traitant du thème abordé ici, merci de compléter l'article en donnant les références utiles à sa vérifiabilité et en les liant à la section « Notes et références ».
Jesús Olmo Lozano, né le 24 janvier 1985 à Barcelone (Catalogne, Espagne) est un footballeur espagnol qui joue au poste de défenseur central.

## Biographie
Jesús Olmo se forme à La Masia, le centre de formation du FC Barcelone.
Il joue avec le FC Barcelone B entre 2005 et 2007.
Lors de la saison 2006-2007, il joue quelques matchs avec l'équipe première du FC Barcelone sous les ordres de l'entraîneur Frank Rijkaard.
En 2007, il rejoint le Racing de Ferrol, puis l'année suivante Elche CF où il reste jusqu'en 2010. Après une saison au CD Puertollano (2010-2011), il signe au CE Sabadell.